# Georges Merillon
Georges Merillon (1957) è un fotografo francese.
Georges Merillon è stato uno dei membri fondatore dell'agenzia di stampa Presse Collectif, con la quale ha lavorato su diversi servizi in Francia ed in tutto il mondo fra il 1981 ed il 1987. Nel 2001 è entrato a far parte dell'agenzia Gamma nella veste diredattore capo, diventando in seguito direttore editoriale, nel 2004.
Nel corso della sua carriera, Merillon ha ricevuto numerosi riconoscimenti per il suo lavoro, tra cui il Premio Fuji nel 1993, il primo premio in occasione del Festival del giornalismo d'Angers nel 1994 ed il World Press Photo of the Year nel 1990.